# Linia 14 de tramvai din București

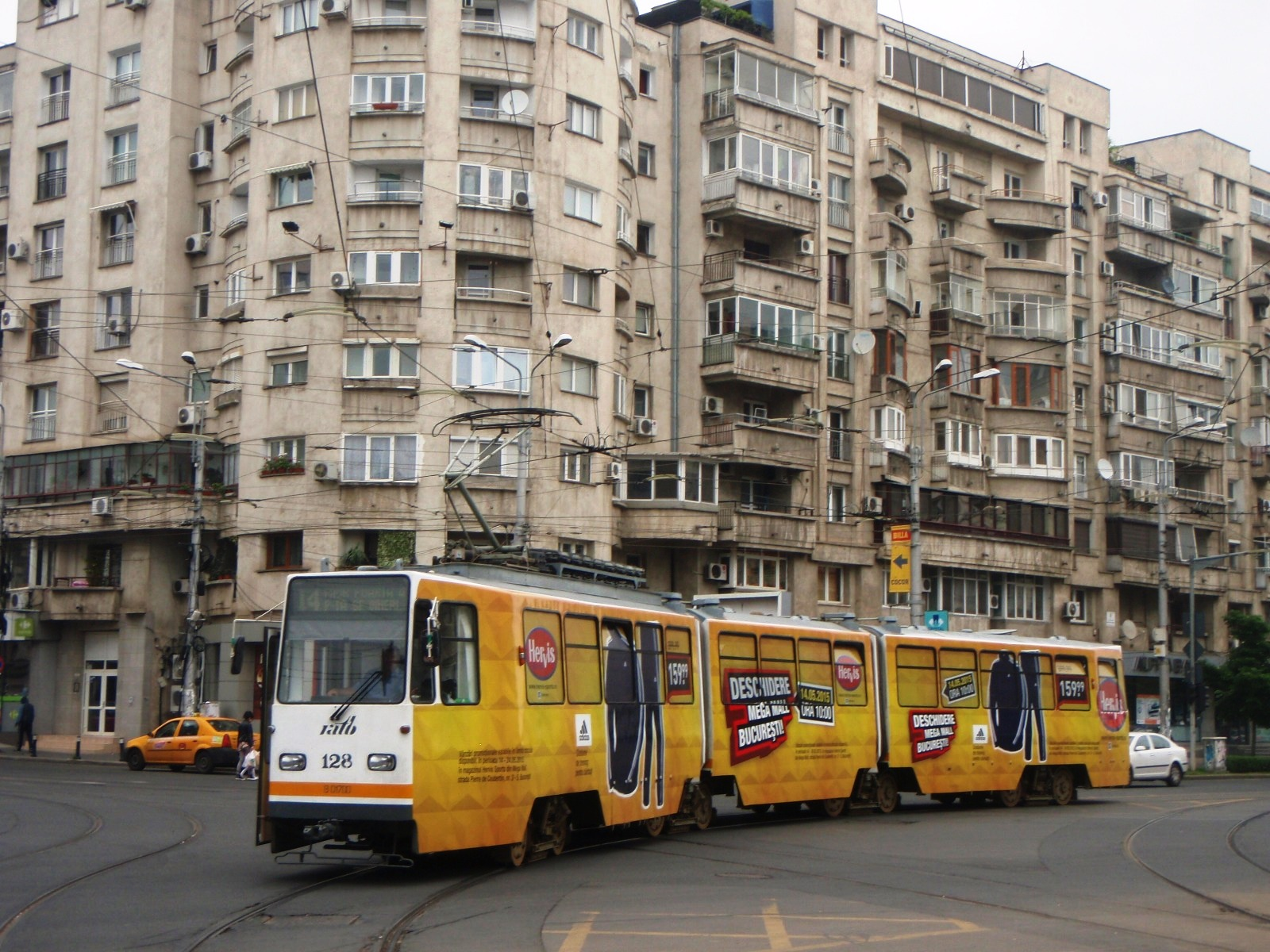
Tramvai V3A-93 Pe linia 14

Tramvaiul 14 din București este o linie de tramvai a STB care începe din Pantelimon, situat în cartierul bucureștean din sectorul 2, și se termină la stația „Piața Sf. Vineri”. Acestea urmează traseul Șoseaua Pantelimon - Bulevardul Ferdinand I - Strada Traian - Calea Călărași - Bulevardul Corneliu Coposu.

## Traseu și stații

### Schema traseului
|  |   |   |   | Nume Stație                   | Artera                     | Corespondențe |
|  | - | - | - | ----------------------------- | -------------------------- | ------------- |
|  | ↓ | O | ↑ | Piața Sfânta Vineri           | Bulevardul Corneliu Coposu | 16, 40, 55    |
|  |   | o | ↑ | Piața Corneliu Coposu         | Bulevardul Corneliu Coposu | 40, 55        |
|  | ↓ | o |   | Alexandru Sihleanu            | Bulevardul Corneliu Coposu | 40, 55        |
|  |   | o | ↑ | Piața Sfântul Ștefan          | Bulevardul Corneliu Coposu | 40, 55        |
|  |   | o |   | Hala Traian                   | Bulevardul Corneliu Coposu | 40, 55        |
|  |   | o |   | Bulevardul Pache Protopopescu | Strada Traian              | 55            |
|  |   | o |   | Horei                         | Bulevardul Ferdinand I     | 69, 85        |
|  |   | o |   | Șoseaua Mihai Bravu           | Bulevardul Ferdinand I     |               |
|  |   | o |   | Bulevardul Ferdinand          | Șoseaua Pantelimon         | 36            |
|  | ↓ | o |   | Cimitirul Armenesc            | Șoseaua Pantelimon         | 36            |
|  |   | o | ↑ | Baicului                      | Șoseaua Pantelimon         | 36            |
|  |   | o |   | Șoseaua Iancului              | Șoseaua Pantelimon         | 36            |
|  |   | o |   | Bulevardul Chișinău           | Șoseaua Pantelimon         | 36, 55        |
|  |   | o |   | Șoseaua Morarilor             | Șoseaua Pantelimon         | 55            |
|  |   | o |   | Spitalul Sf. Pantelimon       | Șoseaua Pantelimon         | 55            |
|  | ↓ | O | ↑ | Pantelimon                    | Șoseaua Pantelimon         | 55            |